# Joe Courtney
Pour les articles homonymes, voir Courtney.
Joseph Darren Courtney, dit Joe Courtney, né le 6 avril 1953 à Hartford (Connecticut), est un homme politique américain, membre du Parti démocrate et représentant du Connecticut au Congrès des États-Unis depuis 2007.

## Biographie
Joe Courtney est originaire de Hartford, capitale du Connecticut. Après des études de droit à l'université Tufts et à l'université du Connecticut, il devient avocat. De 1987 à 1994, il est élu à la Chambre des représentants de son État natal.
Il se présente en 2002 à la Chambre des représentants des États-Unis dans le 2e district du Connecticut. Avec 45,9 % des voix, il est battu par le républicain modéré Rob Simmons (en), dans un district pourtant favorable aux démocrates.
Il est à nouveau candidat face à Simmons en 2006. Il attaque notamment Simmons pour son vote en faveur de la guerre d'Irak. Alors que les démocrates reprennent le contrôle du Congrès, Courtney est élu représentant dans l'élection la plus serrée du pays en battant Simmons de seulement 83 voix. Il est depuis facilement réélu tous les deux ans avec des scores compris entre 59 % et 69 % des suffrages.